# خاک سطحی

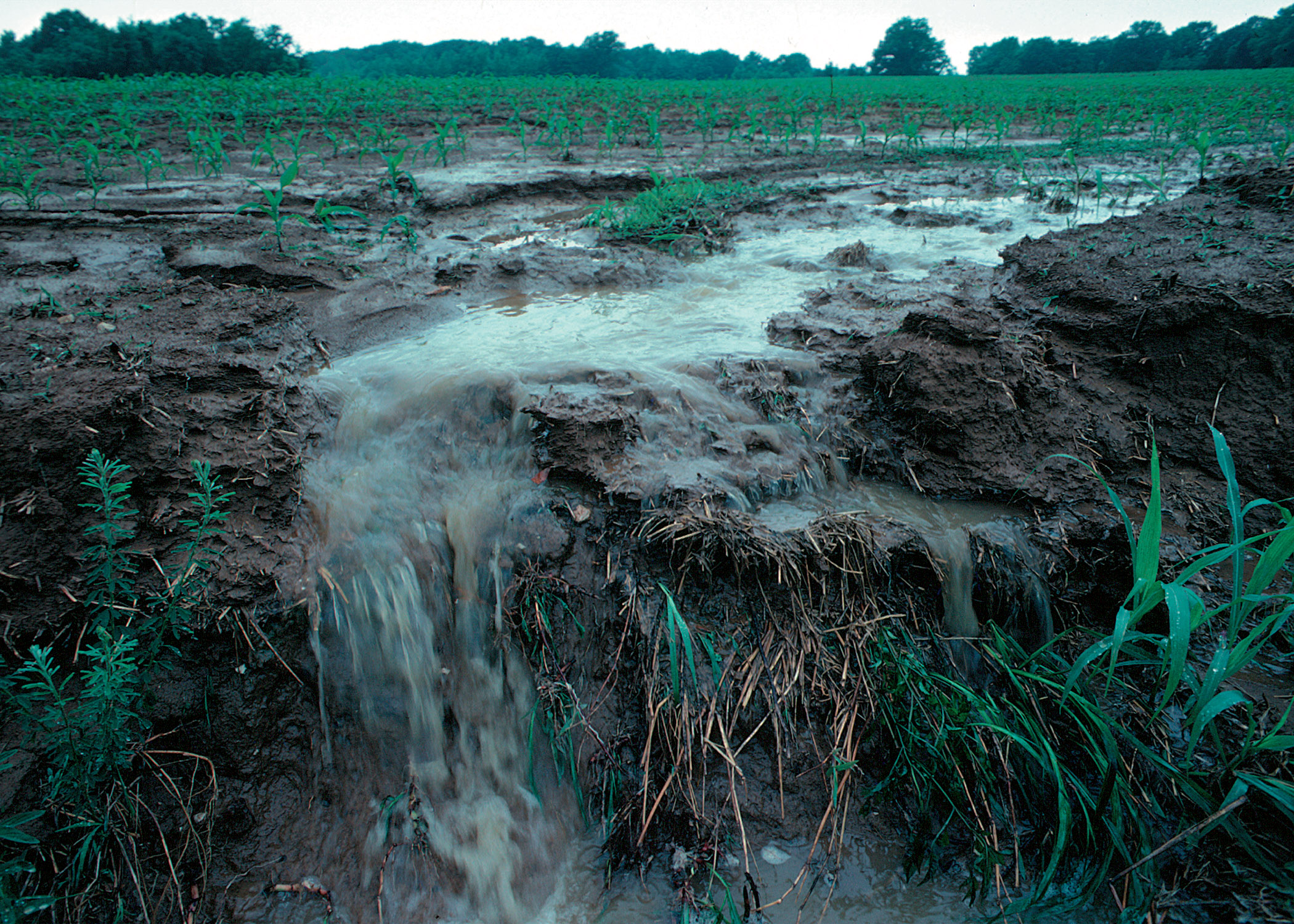
رواناب سطحی خاک سطحی از کشتزاری در آیووا در یک توفان بارانی

خاک سطحی (به انگلیسی: Topsoil)، لایه بالایی خاک است که بالاترین غلظت مواد آلی و میکروارگانیسم‌ها را دارد و بیشترین فعالیت زیستی خاک در آن انجام می‌شود.